# Antheua aurifodinae
Antheua aurifodinae is een vlinder uit de familie tandvlinders (Notodontidae). De wetenschappelijke naam van deze soort is voor het eerst geldig gepubliceerd in 1902 door Distant.
De soort komt voor in tropisch Afrika.